# USS Defiant
USS Defiant sono una serie di astronavi immaginarie dell'universo fantascientifico di Star Trek. Nel corso della saga sono state viste più astronavi con questo nome: La USS Defiant NCC-1764 appare nelle serie televisive classica e Star Trek: Enterprise; la USS Defiant NC-74205, appare nella serie Star Trek: Deep Space Nine, è assegnata alla stazione spaziale Deep Space Nine ed è capitanata da Benjamin Sisko.

## USSDefiantNCC-1764
La USS Defiant NCC-1764 era un incrociatore pesante della classe Constitution, la stessa classe dell'Enterprise NCC-1701. Appare nell'episodio della serie originale La ragnatela tholiana e nell'episodio doppio In uno specchio oscuro della serie Star Trek: Enterprise.

### Storia della nave
In data stellare 5693.2 (2268) venne trovata alla deriva dall'Enterprise in territorio tholiano, con l'equipaggio che si era vicendevolmente ucciso dopo essere impazzito. La nave risultava invisibile ai sensori, come se non esistesse, e alla vista risultava di un colore verde evanescente. Kirk e Spock scoprirono che, per qualche oscuro motivo, la nave stava "mutando di fase", ossia stava migrando in un'altra realtà. La nave finì nell'Universo dello specchio, ma un secolo addietro (metà del XXII secolo), dove venne nascosta dai Tholiani di quella realtà; i servizi segreti dell'Impero Terrestre scoprirono di essa e il Jonathan Archer dello specchio, dopo aver preso il controllo dell'ISS Enterprise ammutinandosi al capitano Forrest, se ne impossessò. La Defiant, che non solo apparteneva a un altro universo ma addirittura al futuro di questo universo, venne utilizzata da Archer per accumulare potere e annientare i suoi avversari e successivamente, dopo aver ucciso Archer, da Hoshi Sato per diventare imperatrice.

## USSDefiantNX-74205/NCC-75633
La USS Defiant NX-74205 è una nave sperimentale di classe Defiant. L'astronave appare nella serie televisiva Star Trek: Deep Space Nine e nel film Star Trek: Primo contatto.

### Storia dell'astronave
Ufficialmente progettata come nave scorta, la Defiant è il prototipo di una nuova tipologia di astronavi facenti parte della classe omonima. Questa tipologia di vascelli furono sviluppati per fronteggiare l'offensiva dei Borg. Dopo l'invasione dei Borg avvenuta in data stellare 44002, la Federazione dei pianeti uniti approvò lo sviluppo di una nuova generazioni di vascelli dotati di maggior potenzialità offensive e difensive in modo da poter permettere alla Flotta Stellare una più efficace difesa dello spazio federale. Benjamin Sisko lavorò allo sviluppo del progetto durante il suo assegnamento al Cantiere navale di Utopia Planitia.
Progettata per essere veloce, maneggevole e molto armata, aveva un motore a curvatura eccessivamente potente in relazione alla stazza dell'astronave stessa e quindi fu necessario inglobarlo all'interno dello scafo. La nave venne specificatamente sviluppata per la guerra e difatti fu dotata di innovativi phaser a impulso e dei nuovi siluri quantici, in aggiunta agli armamenti standard. Il sistema degli scudi fu potenziato e inoltre la Defiant venne dotata di corazze ablative in modo da poter combattere anche con il generatore degli scudi inattivo. All'occorrenza può atterrare direttamente sulla superficie di un pianeta. Gli interni della nave sono relativamente spartani per lo standard federale: la nave non è progettata per trasportare familiari o per effettuare missioni scientifiche e anche l'infermeria è di dimensioni limitate. La maggior parte delle stanze dell'equipaggio sono formate da due cuccette e da un computer, poche stanze sono dotate di replicatore alimentare in modo da favorire l'utilizzo della mensa.
Il ridimensionamento della minaccia borg e il fallimento di alcuni test (dovuto in particolare all'eccessiva sovralimentazione del motore) hanno spinto la Flotta Stellare a bloccare lo sviluppo della classe Defiant. Tuttavia il primo contatto con la specie Jem'Hadar nel 2370 convinse il capitano Sisko a richiedere alla Flotta Stellare la presenza costante delle Defiant sulla base stellare Deep Space Nine. La Defiant era in grado di fornire la velocità e potenza di fuoco necessaria alla stazione spaziale per la sua difesa, cosa che i runabout classe Danube assegnati alla base non potevano fornire.
La Defiant fu la prima astronave della Flotta Stellare a essere fornita legalmente di un dispositivo di occultamento romulano. Il dispositivo fornito dall'Impero Romulano inizialmente era gestito da un ufficiale romulano a bordo della Defiant. La Flotta Stellare strinse un accordo con l'Impero Romulano che limitava l'utilizzo del dispositivo di occultamento nel quadrante Gamma e vincolava la Flotta Stellare a fornire tutte le sue informazioni riguardanti il Dominio all'Impero Romulano. Nonostante l'accordo, il dispositivo venne utilizzato varie volte anche nel quadrante Alfa.
Nel 2373 la Defiant partecipò alla Battaglia del Settore 001. Durante questa battaglia fu gravemente danneggiata dal Cubo Borg prima di essere salvata dall'Enterprise E che, riorganizzate le astronavi rimanenti, coordinò un attacco che distrusse il cubo. La Defiant, pur se danneggiata, fu considerata riparabile. L'astronave era sotto il comando del Primo Ufficiale Worf.
Nel 2375 i Breen distrussero la Defiant durante l'invasione del sistema Chin'toka. Nel corso di questa battaglia i Breen utilizzarono per la prima volta la loro arma ad esaurimento. Durante i preparativi per l'invasione di Cardassia Primo, molti mesi dopo, una nuova astronave, la USS São Paulo (NCC-75633), di classe Defiant, venne assegnata alla stazione Deep Space Nine, dotata ora di opportune contromisure contro l'arma breen. La Flotta Stellare fornì un permesso speciale che permise di rinominare l'astronave in Defiant.
Sebbene il numero di registrazione della nuova nave sia NCC-75633, in alcune scene di battaglia si legge sull'esterno della nave il numero di registrazione NX-74205. Questo è dovuto al riutilizzo della vecchia astronave per gli effetti speciali. Vari fan della serie per cercare di eliminare questa incongruenza hanno ipotizzato che sebbene il numero di registrazione della nave fosse NCC-75633 esteriormente, era stato dipinto il numero di registrazione della precedente astronave per confondere le forze del Dominio.
In un episodio di Star Trek: Picard si vede la USS Defiant, ormai fuori servizio, attraccata al "Museo della Flotta Stellare".

### Ponti
- Ponte 1: plancia, sala teletrasporto 1, serbatoi di deuterio, condotte di sfogo del plasma, sala tattica, cannone phaser a impulso (2), alloggi ufficiali ed equipaggio, primo ponte sezione tecnica, rete di sensori dorsale.
- Ponte 2: motori a impulso, secondo ponte sezione tecnica, nucleo del computer, laboratorio medico/scientifico, infermeria, bobine curvatura, mensa, sensori di tiro, sala teletrasporto 2, alloggi ufficiali ed equipaggio.
- Ponte 3: motori a impulso principali, deposito siluri di poppa, hangar navette, contenimento antimateria, nucleo del computer, piattaforma hangar, meccanismi hangar, stiva di carico (4), teletrasporto merci, porta stagna principale, tubo lanciasiluri, piastra d'atterraggio, sensori LWR, deflettore di navigazione, bobine di carica phaser, bobine di curvatura, manutenzione shuttle.
- Ponte 4: bobine curvatura, deposito siluri di prua e poppa, piattaforma hangar e portelli esterni, meccanismi hangar, tubi lanciasiluri di prua e poppa, piastra d'atterraggio, rete di sensori ventrale, deflettore di navigazione, cannoni phaser a impulso (2), emettitore raggio traente principale.

### Sviluppo
La Defiant fu inizialmente sviluppata dall'illustratore Jim Martin per Star Trek: Deep Space Nine. Contribuirono al suo sviluppo inoltre Gary Hutzel e Tory Meininger. La Defiant venne aggiunta a DS9 per permettere lo sviluppo di storie più dinamiche, basate su ambientazioni esterne alla stazione spaziale. Inizialmente il progetto prevedeva lo sviluppo di un modello simile a quello dei runabout ma più rinforzato che avrebbe dovuto chiamarsi Valiant. Il nome fu scartato per evitare possibili confusioni con l'astronave principale della serie Star Trek: Voyager che difatti iniziava per V. Il nome Valiant venne in seguito utilizzato per un'altra astronave di classe Defiant apparsa in una puntata di Deep Space Nine. Sebbene non inizialmente progettato per questo, il disegno della Defiant appare (seppur con notevoli modifiche) nelle astronavi di classe Nova, come ad esempio la USS Equinox, apparsa in una doppia puntata di Star Trek: Voyager.
Esistono controversie sul web su quali siano le reali dimensioni della Defiant: i canoni di Star Trek e le speculazioni dei fan sono abbastanza diverse. Considerando la dimensione dell'astronave, la massa pare eccessiva, e anche i sistemi offensivi e difensivi difficilmente potrebbero essere contenuti in uno spazio così angusto.

### Equipaggio
Nella serie Star Trek: Deep Space Nine la USS Defiant NX-74205 ha un equipaggio di plancia costituito dai seguenti membri:
- ufficiale comandante: comandante (poi capitano) Benjamin Sisko
- primo ufficiale: tenente comandante Worf
- timoniere: tenente (poi ten. comandante) Jadzia Dax
- ufficiale tattico: maggiore (poi ten. colonnello) Kira Nerys
- addetto alla sala macchine e al teletrasporto: capo Miles O'Brien.